# Приули, Антонио Марино
Антонио Марино Приули (итал. Antonio Marino Priuli; 17 августа 1707, Венеция, Венецианская республика — 26 октября 1772, Тревилле, Венецианская республика) — итальянский кардинал и доктор обоих прав. Епископ Виченцы с 19 декабря 1738 по 6 апреля 1767. Епископ Падуи с 6 апреля 1767 по 26 октября 1772. Кардинал-священник с 2 октября 1758, с титулом церкви Санта-Мария-делла-Паче с 13 июля 1759 по 19 апреля 1762. Кардинал-священник с титулом церкви Сан-Марко с 19 апреля 1762.